# 拉克代夫海
拉克代夫海是印度洋北部的一個海，位於印度、馬爾代夫和斯里蘭卡之間的海域，面積786,000平方公里，平均水深1,929米，最大水深4,131米，有多處珊瑚礁。

## 外部連結
- Marine Protected Areas in India, International Collective in Support of Fishworkers (ICSF), April 2008, ISBN 978-81-904590-9-9

1. ↑  V. M. Kotlyakov (编). . 2006  [2018-06-14]. （原始内容存档于2020-06-10） （俄语）.